# Chunmuying (sockenhuvudort i Kina, Hubei Sheng, lat 30,06, long 109,82)
Chunmuying (kinesiska: 椿木营, 椿木营乡) är en sockenhuvudort i Kina. Den ligger i provinsen Hubei, i den centrala delen av landet, omkring 430 kilometer väster om provinshuvudstaden Wuhan. Antalet invånare är 10 471. Befolkningen består av 4 897 kvinnor och 5 574 män. Barn under 15 år utgör 19,0 %, vuxna 15-64 år 68 %, och äldre över 65 år 11,0 %.
Runt Chunmuying är det ganska tätbefolkat, med 80 invånare per kvadratkilometer. Närmaste större samhälle är Zhongying, 16,3 km sydost om Chunmuying. I omgivningarna runt Chunmuying växer i huvudsak blandskog.
Genomsnittlig årsnederbörd är 1 593 millimeter. Den regnigaste månaden är september, med i genomsnitt 282 mm nederbörd, och den torraste är december, med 19 mm nederbörd.